# Liachwi
Liachwi – rzeka w środkowej Gruzji, przepływająca także przez Osetię Południową.
Jej długość wynosi 115 km, a powierzchnia dorzecza – 2311 km². Główne miasta nad nią leżące to Gori i Cchinwali. Wypływa z lodowca w Kaukazie, a uchodzi do rzeki Kury.